# Piłka siatkowa na Letnich Igrzyskach Olimpijskich 1992
Turniej olimpijski w piłce siatkowej rozegrany podczas XXV Letnich Igrzysk Olimpijskich w Barcelonie był ósmym w historii igrzysk olimpijskich zmaganiem w halowej odmianie tej dyscypliny sportu. Rywalizacja toczyła się zarówno u kobiet, jak i u mężczyzn, a przystąpiło do niej po 12 zespołów halowych (męskich i żeńskich). Wszystkie cztery turnieje zostały przeprowadzone systemem kołowym.

## Medaliści
| Konkurencja      | Konkurencja | złoto | srebro | brąz |
| ---------------- | ----------- | --- | --- | --- |
| Siatkówka halowa | mężczyźni   | Brazylia Amauri Carlão Douglas Giovane Janelson Jorge Edson Maurício Marcelo Negrão Paulão Pampa Talmo Tande                                                       | Holandia Edwin Benne Peter Blangé Ron Boudrie Henk-Jan Held Martin van der Horst Marko Klok Olof van der Meulen Jan Posthuma Avital Selinger Martin Teffer Ronald Zoodsma Ron Zwerver                   | Stany Zjednoczone Nick Becker Carlos Briceno Bob Ctvrtlik Scott Fortune Dan Greenbaum Brent Hilliard Bryan Ivie Douglas Partie Bob Samuelson Eric Sato Jeff Stork Steve Timmons |
| Siatkówka halowa | kobiety     | Kuba Regla Bell Mercedes Calderón Magaly Carvajal Marlenis Costa Idalmis Gato Lilia Izquierdo Norka Latamblet Mireya Luis Tania Ortiz Raisa O’Farrill Regla Torres | WNP Natalja Morozowa Marina Nikulina Jelena Tiurina Irina Smirnowa Tatiana Sidorenko Tatiana Mienszowa Jewgienija Artamonowa Galina Lebiediewa Swietłana Wasilewska Jelena Czebukina Swietłana Korytowa | Stany Zjednoczone Paula Weishoff Yoko Zetterlund Elaina Oden Kimberley Oden Teee Sanders Caren Kemner Ruth Lawanson Tammy Liley Janet Cobbs Tara Cross-Battle Lori Endicott     |

## Tabela medalowa
| Miejsce | Państwo           | złoto | srebro | brąz | Razem |
| ------- | ----------------- | ----- | ------ | ---- | ----- |
| 1.      | Brazylia          | 1     | 0      | 0    | 1     |
| 1.      | Kuba              | 1     | 0      | 0    | 1     |
| 2.      | WNP               | 0     | 1      | 0    | 1     |
| 2.      | Holandia          | 0     | 1      | 0    | 1     |
| 3.      | Stany Zjednoczone | 0     | 0      | 2    | 2     |